# 金相润
金相润（1897年9月12日—1927年10月）是一位韩国独立運動活动人士。

## 生平
金相润生于庆尚南道密阳。1917年時，金相润來到中国，後來加入义烈团。1922年3月，金相润与李鐘岩、吴成崙在上海試圖刺杀田中義一，但未能成功。後來許多义烈团成员进入黃埔軍校就讀，但金相润拒绝入學。
後來金相润前往福建省，並最終在泉州雪峰寺去世。1990年，金相润被追授建國勳章。